# Muzaffarabad
Muzaffarabad (urdu nyelven: مظفرآباد) város Pakisztán északkeleti részén; a fél-autonóm Aszad Kasmír közigazgatási terület székhelye. A Jhelam és Nilam folyók találkozásánál fekszik 740 méter magasan.
2005. október 8-án a város közelében volt az epicentruma egy 7,6-es erősségű földrengésnek, amely kb. 86 000 áldozatot követelt.
A látnivalók közé tartozik egy középkori és egy mogul erőd.

## Fordítás
- Ez a szócikk részben vagy egészben  a   Muzaffarabad című angol Wikipédia-szócikk fordításán alapul.  Az eredeti cikk szerkesztőit annak laptörténete sorolja fel. Ez a jelzés csupán a megfogalmazás eredetét és a szerzői jogokat jelzi, nem szolgál a cikkben szereplő információk forrásmegjelöléseként.